# Thomas Seitz
Pour les articles homonymes, voir Seitz.
Thomas Seitz (né le 8 octobre 1967 à Ettenheim) est un avocat allemand et homme politique de l'AfD, appartenant à l'aile völkisch-nationaliste du parti . Il est député du Bundestag depuis 2017. Il est président du groupe parlementaire AfD au sein de la commission d'examen des élections, de l'immunité et du règlement intérieur, membre adjoint de la commission du droit et de la protection des consommateurs  et de la commission d'enquête du Bundestag pour l'attaque de la Breitscheidplatz de Berlin, ainsi que vice-président du groupe parlementaire germano-suisse. 

## Biographie
Seitz grandit à Lahr/Schwarzwald. Après ses études secondaires, il étudie le droit à Fribourg et à Lausanne. Il termine son stage juridique au tribunal de district d'Offenbourg. De 2008 jusqu'à son élection au Bundestag, Seitz travaille à Fribourg-en-Brisgau en tant que procureur dans le domaine du droit de la circulation. 
En 2011, il est membre du micro-parti Die Freiheit pendant dix mois et rejoint l'AfD au printemps 2013. 
Seitz s'est d'abord présenté sans succès aux élections régionales de 2016, puis est élu au Bunsdestag lors des élections fédérales de 2017 en occupant la cinquième place sur la liste officielle de l'AfD Bade-Wurtemberg dans la circonscription Emmendingen - Lahr  (première part des voix: 10,8%). Le 26 mai 2019, il est élu au conseil de l'arrondissement d'Ortenau et est vice-président du groupe parlementaire AfD.  
Seitz est marié avec l'économiste d'entreprise Rosa-Maria Reiter, qui est juge non professionnel à la cour constitutionnelle de l'État de Bade-Wurtemberg de décembre 2016 à juillet 2018 sur proposition du groupe AfD du Bade-Wurtemberg. Il vit à Lahr et est père de deux enfants issus d'un premier mariage 